# リウヴィルの定理 (物理学)
ハミルトン力学におけるリウヴィルの定理（英: Liouville's theorem）とは、確率分布がどのように時間発展するかを予言する定理であり、フランスのジョゼフ・リウヴィル（リュービル、リウヴィユ）によって発見された。
典型的に、τ が位置と運動量の座標を表すとして、ρ は系が相空間の微小体積 dτ 中に見つかる確率である。τ は N 個の粒子の系において、変数の組を表すのに便利な簡潔的表現である。
{\displaystyle \{\,x_{1},x_{2},\ldots ,x_{N},y_{1},y_{2},\ldots ,y_{N},z_{1},z_{2},\ldots ,z_{N};p_{x1},p_{x2},\ldots ,p_{xN},\ldots ,p_{zN}\,\}.}
リウヴィルの定理によると、ハミルトニアン H と分布関数 ρ を持つ系で
{\displaystyle {\frac {\partial }{\partial t}}\rho =-\{\,\rho ,H\,\}}
が成り立つ。ここで中括弧はポアソン括弧を表す。これをリウヴィル方程式と呼ぶ。
この定理の結果で興味深いのは、時間発展に対して相空間中の体積が保存するということである。もし系が相空間で、ある体積を持って始まると分かっているとき、時間が経った後でも系は同じ体積を持つ部分空間にある。

## リウヴィル方程式

相空間内の古典系のアンサンブルの発展（top）。各々の系は 1-次元の井戸型ポテンシャル（赤い曲線、下方の図）の中のひとつのある質量からなる。アンサンブルの個々のメンバーの運動はハミルトン方程式により与えられるが、リウヴィル方程式は全体の分布のフローを記述する。運動は非圧縮性流体中の浮かぶ微小な粒子の運動に類似している。

リウヴィル方程式は、相空間上の分布関数の時間発展を記述する。この方程式は通常、「リウヴィル方程式」と呼ばれる。ウィラード・ギブズは、最初に統計力学の基本方程式としてのこの方程式の重要性を認識した。この非標準的な系の微分を、1838年にリウヴィルが導入するとき、最初の等式を使ったことから、リウヴィル方程式と呼ばれるようになった。{\displaystyle i=1,\dots ,n} として、正準座標 qi と共役運動量 pi を持つハミルトン力学系を考える。すると、相空間の分布 {\displaystyle \rho (p,q)} は、無限小の相空間体積 {\displaystyle \mathrm {d} ^{n}q\,\mathrm {d} ^{n}p} の中にある確率 {\displaystyle \rho (p,q)\,\mathrm {d} ^{n}q\,\mathrm {d} ^{n}p} を決定する。リウヴィル方程式は、時刻 t での {\displaystyle \rho (p,q;t)} の時間発展を統制する。
{\displaystyle {\frac {\mathrm {d} \rho }{\mathrm {d} t}}={\frac {\partial \rho }{\partial t}}+\sum _{i=1}^{n}\left({\frac {\partial \rho }{\partial q_{i}}}{\dot {q}}_{i}+{\frac {\partial \rho }{\partial p_{i}}}{\dot {p}}_{i}\right)=0.}
リウヴィル方程式は相空間の分布函数の時間発展を記述する。方程式は、通常「リウヴィルの方程式」と呼ばれているが、最初に統計力学の基本方程式として重要であることを認識したのは、ウィラード・ギブズである。非正準力学系の方程式の導出は、1828年にリウヴィルによって導かれた恒等式を使っているので、リウヴィル方程式と呼ばれる。
時間微分はドットで表され、系のハミルトン方程式に従い値が求められる。この方程式は、相空間における密度の保存を表している（この定理には、ウィラード・ギブスの名前が付けられた定理であった）。リウヴィルの定理は、
「分布函数は相空間内のすべての軌跡に沿って定数である」
という定理である。
リウヴィルの定理の証明は、発散定理の n 次元版を使っている。この証明は、発展 ρ は連続の方程式の n 次元版に従うという事実
{\displaystyle {\frac {\partial \rho }{\partial t}}+\sum _{i=1}^{n}\left({\frac {\partial (\rho {\dot {q}}_{i})}{\partial q_{i}}}+{\frac {\partial (\rho {\dot {p}}_{i})}{\partial p_{i}}}\right)=0}
に基づいている。
すなわち、三つ組 {\displaystyle (\rho ,\rho {\dot {q}}_{i},\rho {\dot {p}}_{i})} は保存カレントである。リウヴィル方程式と項
{\displaystyle \rho \sum _{i=1}^{n}\left({\frac {\partial {\dot {q}}_{i}}{\partial q_{i}}}+{\frac {\partial {\dot {p}}_{i}}{\partial p_{i}}}\right)=\rho \sum _{i=1}^{n}\left({\frac {\partial ^{2}H}{\partial q_{i}\,\partial p_{i}}}-{\frac {\partial ^{2}H}{\partial p_{i}\partial q_{i}}}\right)=0,}
との差異に注意する。ここに H はハミルトニアンで、ハミルトンの方程式が使われている。相空間を系の点の「流体のフロー」とみなすと、「速度場」 {\displaystyle ({\dot {p}},{\dot {q}})} が相空間の中では発散が 0 である（ハミルトンの関係式により）ということに注意すると、密度の物質微分 {\displaystyle \mathrm {d} \rho /\mathrm {d} t} が 0 であることが、連続の方程式に従う。
もうひとつの別な説明は、相空間を通る点の集まりの軌跡を考えることである。ある座標 – pi の中の集まりの流れ、いわば – は、対応する qi 方向へ収縮し、積 ΔpiΔqi が定数のままであることを、直接示すことができる。
同じことであるが、保存カレントの存在は、ネーターの定理を通して、対称性の存在を導く。対称性は時間変換に対し不変で、対称性の生成子（もしくは、ネーター・カレントはハミルトニアンである。

## その他の定式化

### ポアソンの括弧
定理はよくポアソンの括弧のことばで、
{\displaystyle {\frac {\partial \rho }{\partial t}}=-\{\,\rho ,H\,\}}
あるいは、リウヴィル作用素やリウヴィリアンのことばで、
{\displaystyle \mathrm {i} {\hat {\boldsymbol {L}}}=\sum _{i=1}^{n}\left[{\frac {\partial H}{\partial p_{i}}}{\frac {\partial }{\partial q^{i}}}-{\frac {\partial H}{\partial q^{i}}}{\frac {\partial }{\partial p_{i}}}\right]=\{\cdot ,H\}}
を、
{\displaystyle {\frac {\partial \rho }{\partial t}}+{\mathrm {i} {\hat {\boldsymbol {L}}}}\rho =0}
として言い換えることがよくある。

### エルゴード理論
エルゴード理論と力学系では、与えられた物理的な考え方に動機を持っていたが、リウヴィルの定理としても対応する結果がある。ハミルトン力学では、相空間は自然に滑らかな測度（局所的には、6n-次元ルベーグ測度）を持つ微分可能多様体である。エルゴード理論の定理によると、この滑らかな測度はハミルトンフローの下に不変である。さらに一般的には、滑らかな測度がフローの下に不変である必要充分条件を記述することができるので、ハミルトニアンの場合は一般的結果の系となる。

### シンプレクティック幾何学
シンプレクティック幾何学のことばでは、相空間はシンプレクティック多様体として表される。従って、定理はシンプレクティック多様体上の自然な体積形式はハミルトンフローの下に不変である。シンプレクティック構造は 2-形式として表され、dpi と dqi のウェッジ積の和として表される。体積形式はシンプレクティック形式の最高次数外積であり、まさに上記の相空間の測度の別の表現である。定理のひとつの定式化は、この体積形式のリー微分がすべてのハミルトンベクトル場に沿って 0 であることをいっている。
実際、シンプレクティック構造自身は、最高次数外積のみならず、それ以下の次数についても保存される。

### 量子リウヴィル方程式
正準量子化によってこの定理の量子力学版がもたらされ、密度行列の時間発展を記述する。この手続きは古典系から量子系の類似法則を作り出すのによく使われるが、そのためにはハミルトン力学を使って古典系を記述することが必要となる。古典力学的な変数は、量子力学的な演算子に解釈し直され、ポアソン括弧は交換子に置き換えられる。この場合の結果の量子化された方程式は、
{\displaystyle {\frac {\partial }{\partial t}}\rho ={\frac {i}{\hbar }}[\rho ,H]}
となる。ここでρは密度行列である。これを量子リウヴィル方程式（またはフォン・ノイマン方程式）と呼ぶ。
観測量の期待値へ適用するとき、対応する方程式はエーレンフェストの定理により与えられ、次の形をとる。
{\displaystyle {\frac {d}{dt}}\langle A\rangle ={\frac {1}{i\hbar }}\langle [A,H]\rangle \ .}
ここに A は観測量である。符号の違いは、作用素が定常的であり状態は時間依存するという前提からくることに注意する必要がある。
リウヴィルの定理は、統計力学の基礎としても重要である。粒子の衝突など、正準方程式に従わない場合はリウヴィルの定理はそのままでは成り立たず、これを記述するのがボルツマン方程式である。